# Mimusops ngembe
Mimusops ngembe är en tvåhjärtbladig växtart som beskrevs av Adolf Engler och Kurt Krause. Mimusops ngembe ingår i släktet Mimusops och familjen Sapotaceae.
Artens utbredningsområde är Kamerun. Inga underarter finns listade i Catalogue of Life.